# Lutterbek
Lutterbek ist eine Gemeinde in der Probstei im Kreis Plön in Schleswig-Holstein. Freienfelde liegt im Gemeindegebiet.

## Geografie und Verkehr

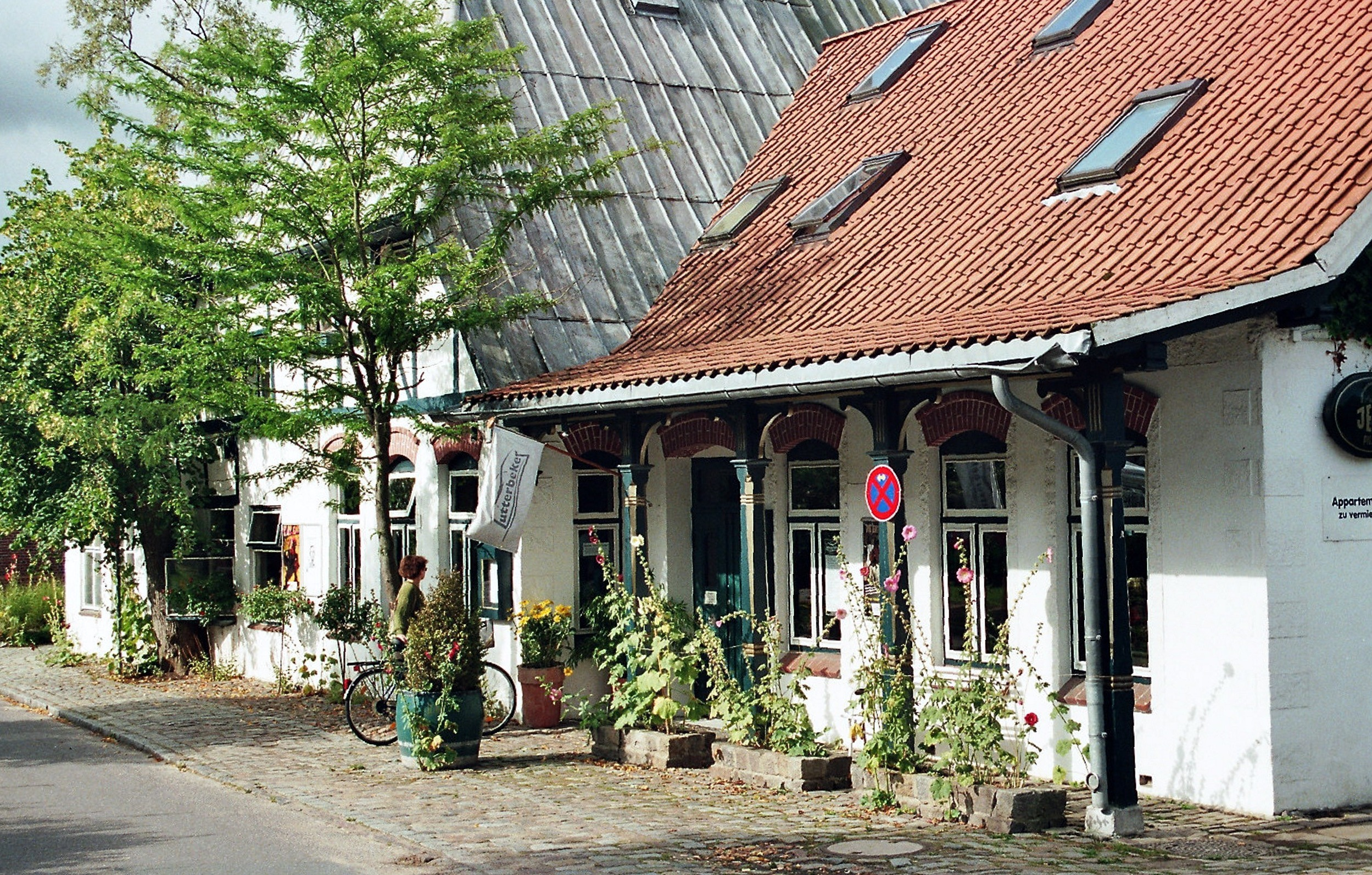
Der Gasthof Lutterbeker

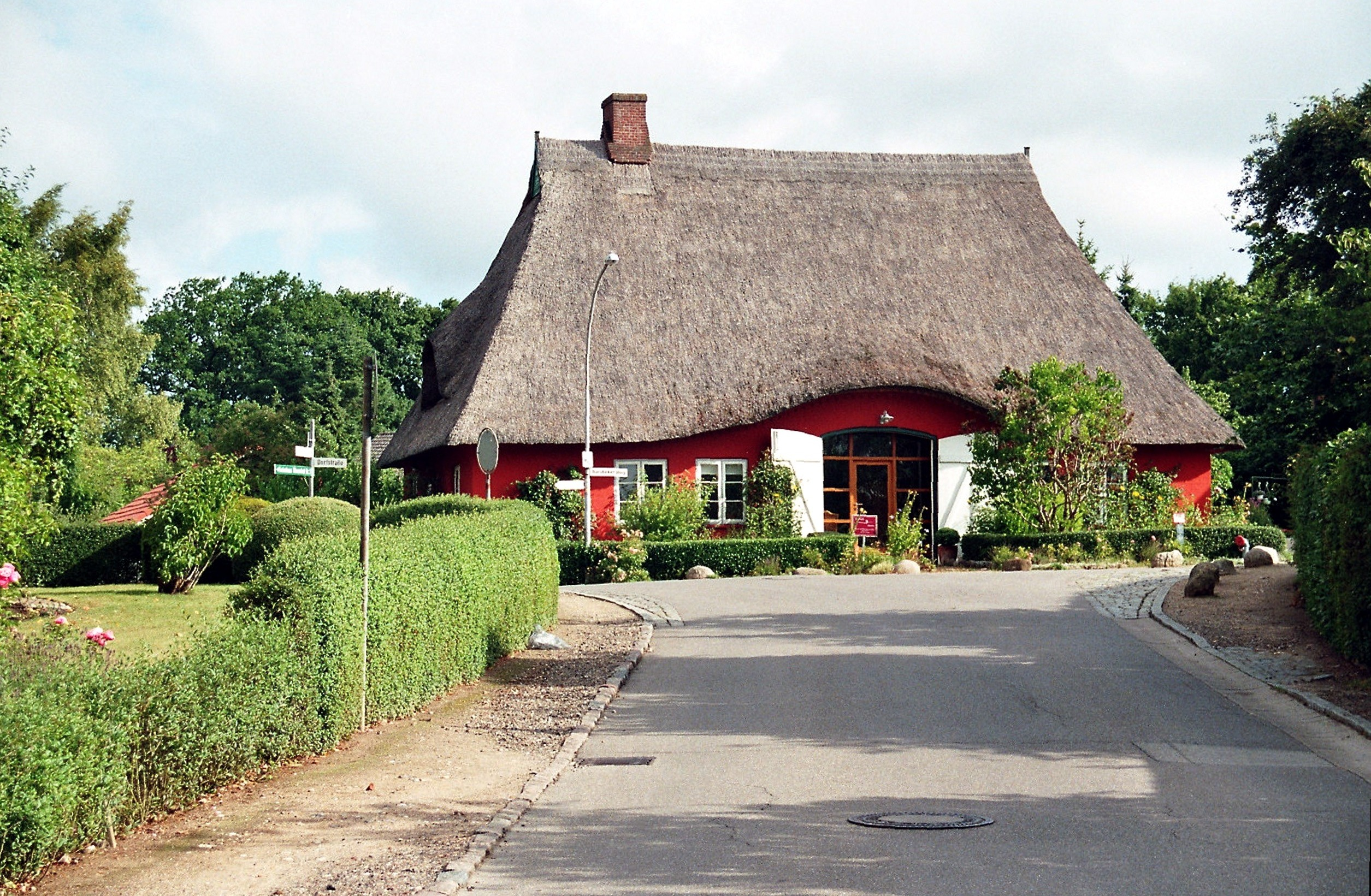
Reetdachhaus

Lutterbek liegt etwa zwölf Kilometer nordöstlich von Kiel und etwa zwei Kilometer landeinwärts von Laboe an der Bundesstraße 502 von Kiel nach Lütjenburg. Der Ort liegt im Tal der Hagener Au.

## Geschichte

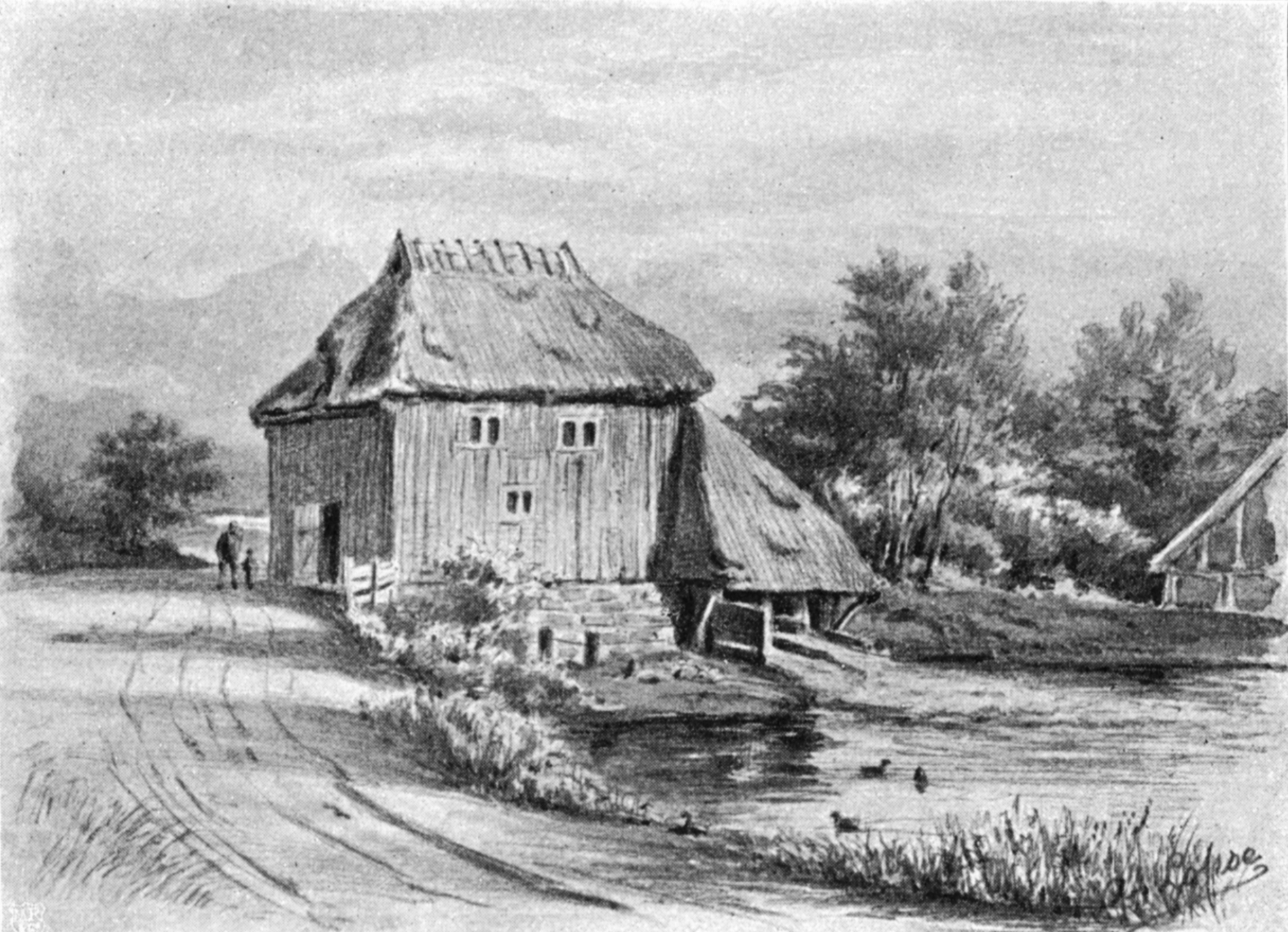
Die Mühle in Lutterbek um 1895

Der Ort wurde 1240 erstmals erwähnt, als das Kloster von Preetz für einige Jahre nach Lutterbek verlegt wurde. Der Ortsname leitet sich vom altsächsischen Wort hluttar (rein, klar) und dem niederdeutschen Wort beke (Bach) ab.
Seit 1286 gibt es eine Wassermühle im Ort. Bis 1850 gab es den Mühlenzwang, aufgrund dessen die Bauern aus allen Dörfern des Kirchspiels Probsteierhagen ihr Korn zum Mahlen nach Lutterbek bringen mussten. Der Betrieb der Mühle wurde 1979 eingestellt.
Ab 1709 gab es Schulunterricht in Lutterbek.
Die Gemeinde gehörte dem Amt Probstei-West an. Seit dessen Auflösung zum 1. Juni 1970 ist sie Teil des Amts Probstei.

## Politik

### Gemeindevertretung
Bei der Kommunalwahl am 14. Mai 2023 wurden insgesamt neun Sitze vergeben. Von diesen erhielt die Freie Wählergemeinschaft Lutterbek fünf Sitze und Gemeinsam für Lutterbek vier Sitze.

### Wappen
Blasonierung: „In Grün ein silbernes Mühlrad, in den Oberecken begleitet von einem goldenen lateinischen Krückenkreuz vorn und einer goldenen Getreideähre hinten.“

## Wirtschaft
Die Gemeinde ist überwiegend landwirtschaftlich geprägt. Weiterhin gibt es einen Dorfkrug, der sich Lutterbeker nennt und auch als Galerie und Kleinkunstbühne überregional bekannt ist.

## Sehenswürdigkeiten
Der westliche Teil des Gemeindegebietes ist Teil des Landschaftsschutzgebietes (LSG) Hagener Au von Probsteierhagen bis zur Einmündung in die Ostsee und Umgebung sowie die Ostseeküste zwischen Laboe und Stein. Im Osten der Gemeinde liegt ein kleines Stück des Gemeindegebietes im LSG Probsteier Salzwiesen und Umgebung. Die Hagener Au und deren Uferbereiche im Gemeindegebiet sind Teil des europäischen NATURA 2000-Schutzgebietes FFH-Gebiet Hagener Au und Passader See.
Siehe auch Liste der Kulturdenkmale in Lutterbek.